# Kunbir laboissierei
Kunbir laboissierei är en skalbaggsart som först beskrevs av Maurice Pic 1930.  Kunbir laboissierei ingår i släktet Kunbir och familjen långhorningar. Inga underarter finns listade i Catalogue of Life.